# Stanisław Juszczyk
Stanisław Juszczyk (ur. 1951) – polski pedagog, doktor habilitowany nauk fizycznych, profesor Instytutu Badań nad Edukacją i Komunikacją Politechniki Śląskiej.

## Życiorys
W 1974 ukończył  studia magisterskie na Uniwersytecie Śląskim. W 1981 obronił pracę doktorską. W 1990 habilitował się na podstawie pracy zatytułowanej Magnetyzm wybranych spineli chromowych. 8 kwietnia 2004 nadano mu tytuł profesora w zakresie nauk humanistycznych. Objął funkcję profesora zwyczajnego w Instytucie Pedagogiki na Wydziale Pedagogiki i Psychologii Uniwersytetu Śląskiego, w Katedrze Edukacji dla Bezpieczeństwa na Wydziale Wychowania Fizycznego Akademii Wychowania Fizycznego im. Jerzego Kukuczki w Katowicach.
Był profesorem w Katedrze Pedagogiki na Wydziale Nauk Społecznych i Technicznych Śląskiej Wyższej Szkole Zarządzania im. gen. Jerzego Ziętka w Katowicach oraz kierownikiem w Katedrze Pedagogiki Wczesnoszkolnej i Pedagogiki Mediów, a także dziekanem na Wydziale Pedagogiki i Psychologii Uniwersytetu Śląskiego.
Piastuje stanowisko profesora Instytutu Badań nad Edukacją i Komunikacją Politechniki Śląskiej.